# Éramos adolescentes
Éramos adolescentes es el segundo extended play de la banda mexicana Comisario Pantera. Se publicó el 19 de mayo de 2013 en formato físico y digital en México. Fue escrito por el vocalista de la banda Darío Vital y el baterista Raúl. Fue producido y distribuido de manera independiente por la misma banda. Se compone de cuatro canciones originales, del cual se extrajeron sencillos como «Éramos adolescentes» y «Los solitarios».

## Lista de canciones
| Lista de canciones |                       |              |          |  |
| N.º                | Título                | Escritor(es) | Duración |  |
| 1.                 | «Éramos adolescentes» | Darío · Raúl | 2:19     |  |
| 2.                 | «Como olvidarte»      | Darío · Raúl | 2:51     |  |
| 3.                 | «Los solitarios»      | Darío · Raúl | 2:16     |  |
| 4.                 | «Inerte»              | Darío · Raúl | 3:14     |  |
| 10:42              |                       |              |          |  |

## Historial de lanzamiento
| País   | Fecha              | Formato(s)            | Sello         | Ref.  |
| ------ | ------------------ | --------------------- | ------------- | ----- |
| México | 19 de mayo de 2013 | CD + Descarga digital | Independiente | [ 2 ] |